# TIKI-TAKA
TIKI-TAKA je česká fotbalová talk show O2 TV. Moderátorem pořadu je fotbalový komentátor Petr Svěcený. V každém díle si pozve 5 hostů, nejčastěji z řad hráčů (ať už aktivních či bývalých), trenérů, ale i jiných sportovců či známých osobností. Za prvních 99 dílů se vystřídalo 199 různých osobností, z nichž se nejčastěji objevují Vladimír Šmicer a Petr Švancara. Videa jsou průběžně přidávána na YouTube. Pár videí bylo také přidáváno na MALL.TV. Show je vysílána každé pondělí ve 20:00 a trvá 90 minut. Od roku 2020 se natáčí v Aspira Business Centre.
Od roku 2020 je součástí pořadu také kreslíř Milan Kounovský. O jeho kresbu se vždy soutěží na konci pořadu.

## Hosté
- Petr Švancara
- Vladimír Šmicer
- Ladislav Vízek
- Jakub Kohák
- Tomáš Ujfaluši
- Libor Kozák
- Pavel Horváth
- Jakub Štáfek
- Ladislav Hampl
- Leoš Noha
- Richard Genzer
- Michal Suchánek
- David Novotný
- Ondřej Hejma
- Tomáš Matonoha
- David Suchařípa
- Pavel Nečas
- Eva Samková
- Marek Adamczyk
- Marek Taclík
- Jakub Prachař
- Libor Bouček
- Tomáš Řepka
- Tomáš Rosický
- Vojtěch Dyk
- Marek Ztracený
- Ondřej Brzobohatý
- Zbigniew Czendlik
- Matěj Ruppert
- Jan Rosák
- Kamil Střihavka
- Josef Vojtek
- Josef Klíma
- Bohdan Tůma
- David Prachař
- Tomáš Jeřábek
- Miroslav Donutil
- Kamil Halbich
- Patrik Děrgel
- Barbora Štěpánová
- Zdeněk Godla
- Jarmil Škvrna
- Jakub Voráček
- Karlos Vémola
- Kazma Kazmitch
- Emanuele Ridi
- Jiří Mádl
- Roman Ondráček
- Miloš Pokorný
- Petr Vondráček
- Alexej Pyško
- Karel Šíp
- Adam Mišík
- Horst Siegl
- Zdeněk Pohlreich
- Ondřej Pavelka
- Jan Rajnoch
- Jozef Chovanec
- Jan Chramosta
- Jan Koller
- Ondřej Pavelec
- Jan Podroužek
- Martin Svědík
- Martin Hyský
- Petr Uličný
- Ivan Hašek
- Michal Kempný
- Pavel Kuka
- Michael Krmenčík
- Václav Kadlec
- Jindřich Šídlo
- František Straka
- Jan Vojáček
- Martin Hašek
- David Pastrňák
- Ivo Knoflíček
- Radek Příhoda
- Bořek Dočkal
- Richard Krajčo
- Kryštof Michal
- Dušan Svoboda
- Jindřich Trpišovský
- Ondřej Kolář
- Daniel Kolář
- Nicolae Stanciu
- Martin Dejdar
- Ondřej Vetchý
- Hynek Čermák
- Luděk Sobota
- Bořek Slezáček
- Roman Bednář
- Přemek Forejt
- Jiří Hošek
- Ivan Trojan
- Daniel Smejkal
- Petr Čtvrtníček
- Zdeněk Ščasný
- Antonín Panenka
- Jan Maxián
- Petr Cerha
- Vojtěch Záveský
- Ondřej Novotný